# Frank B. Willis
Frank Bartlett Willis, född 28 december 1871 i Delaware County, Ohio, död 30 mars 1928 i Delaware, Ohio, var en amerikansk republikansk politiker. Han var den 47:e guvernören i delstaten Ohio 1915-1917. Han representerade Ohio i båda kamrarna av USA:s kongress, först i representanthuset 1911-1915 och sedan i senaten från januari 1921 fram till sin död.
Willis utexaminerades 1894 från Ohio Northern University. Han undervisade sedan där i nationalekonomi och historia. Han studerade därefter juridik och efter 1906 undervisade han i nationalekonomi och juridik vid samma universitet.
Willis besegrade kongressledamoten Ralph D. Cole i republikanernas primärval inför kongressvalet 1910. Han vann sedan själva kongressvalet och representerade Ohios åttonde distrikt i representanthuset i fyra år. Willis besegrade ämbetsinnehavaren James M. Cox i guvernörsvalet 1914. Han kandiderade till omval två år senare men förlorade mot företrädaren Cox.
Willis vann senatsvalet 1920. Han fick tillträda som ny senator ett par månader tidigare än vad som var planerat i samband med att hans företrädare, tillträdande presidenten Warren G. Harding avgick som senator. Willis omvaldes 1926 och avled 1928 i ämbetet. Hans grav finns på Oak Grove Cemetery i Delaware, Ohio.